# George de Hevesy
Hevesy György, Georg Karl von Hevesy o George de Hevesy (Budapest, Imperi Austrohongarès 1885 - Friburg de Brisgòvia, Alemanya 1966), fou un físic i químic hongarès guardonat amb el Premi Nobel de Química l'any 1943.

## Biografia
Va néixer l'1 d'agost de 1885 a la ciutat de Budapest, en aquells moments part de l'Imperi Austrohongarès i que avui en dia és la capital d'Hongria. Va estudiar física i química a la Universitat Tècnica de Berlín, on es llicencià el 1908. El 1910 amplià els seus estudis a la Universitat de Manchester al costat d'Ernest Rutherford. Va impartir classes a la Universitat de Friburg i la Universitat de Copenhaguen, entre altres centres. Va pertànyer a l'Institut Bohr de Física Teòrica de Copenhaguen des de 1934 al 1943 i novament des de 1945.
Havesy va morir el 5 de juliol de 1966 a la ciutat alemanya de Friburg de Brisgòvia.

## Recerca científica
Les seves primeres investigacions es refereixen a la radioactivitat, a la separació d'isòtops i a l'ocupació dels àtoms radioactius en l'estudi de la difusió en els cristalls. Ajudat pel físic holandès Dirk Coster va iniciar l'any 1922 les investigacions mitjançant raigs X que el van conduir al descobriment de l'element químic anomenat hafni en un mineral de zirconi. També va fer un estudi complet de les propietats dels compostos de l'hafni i es va interessar pels elements de les terres rares.
Durant la invasió de Dinamarca per l'Alemanya nazi durant la Segona Guerra Mundial Hevesy va dissoldre amb aigua règia la medalla d'or dels Premis Nobel Max von Laue i James Franck per evitar que els nazis les robessin. Va guardar la solució obtinguda en un prestatge del seu laboratori de l'Institut Niels Bohr i el va recuperar després de la guerra, retornant les medalles a l'Institut Nobel, el qual les transmeté als seus guanyadors.
Va ser guardonat amb el Premi Nobel de Química en l'edició de 1943 pels seus trebaslls sobre l'ús d'isòtops com a indicadors en la investigació dels processos químics. El premi fou anunciat el 9 de novembre de 1944 i entregat el 10 de desembre del mateix any.

## Obra escrita
- 1927: Das Element Hafnium
- 1932: Chemical Analysis with X-Rays
- 1948: Radioactives Indicators